# Gotra punctulata
Gotra punctulata là một loài tò vò trong họ Ichneumonidae.